# Pavetteae
Pavetteae es una tribu de plantas pertenecientes a la familia Rubiaceae. 

## Géneros
Según wikispecies
- Myonima - Nichallea - Pavetta - Rutidea - Tarenna

Según NCBI
- Cladoceras - Coptosperma - Dictyandra - Enterospermum - Leptactina - Pavetta - Rutidea - Tarenna[1]